# Barbarin
Barbarin és un municipi de Navarra, a la comarca d'Estella Oriental, dins la merindad d'Estella. Limita amb els municipis d'Arroitz, Lukin, Villamayor de Monjardín i Los Arcos.

## Demografia
| Evolució demogràfica                                | Evolució demogràfica | Evolució demogràfica | Evolució demogràfica | Evolució demogràfica | Evolució demogràfica | Evolució demogràfica | Evolució demogràfica | Evolució demogràfica | Evolució demogràfica | Evolució demogràfica |
| 1996                                                | 1998                 | 1999                 | 2000                 | 2001                 | 2002                 | 2003                 | 2004                 | 2005                 | 2006                 | 2007                 |
| --------------------------------------------------- | -------------------- | -------------------- | -------------------- | -------------------- | -------------------- | -------------------- | -------------------- | -------------------- | -------------------- | -------------------- |
| 106                                                 | 106                  | 107                  | 98                   | 96                   | 93                   | 97                   | 94                   | 85                   | 85                   | 82                   |
| Fonts: Barbarin i Institut d'Estadística de Navarra |                      |                      |                      |                      |                      |                      |                      |                      |                      |                      |